# Maladies du bas appareil urinaire félin
Les maladies du bas appareil urinaire félin (MBAU) ou maladies des voies urinaires inférieures félines sont des affections de la vessie ou l'urètre du chat qui présentent les mêmes symptômes. Environ dix maladies se manifestent par les symptômes suivants :
- miction fréquente (polyurie) ;
- sang dans les urines (hématurie) ;
- mictions fréquentes et douloureuses de faibles volumes, qui sont émises lentement et avec effort (strangurie (en)) ;
- miction douloureuse ou difficile (dysurie) ;
- miction à des endroits inappropriés ou sur le sol du logement (périurie).

Certains de ces symptômes peuvent exprimer une forme de MBAU qui risque de conduire au blocage de l'urètre chez le mâle (c'est-à-dire la cystite idiopathique féline obstructive (en)). Toutefois, comme ces mêmes symptômes apparaissent aussi dans des formes non-obstructives, le diagnostic doit s'attacher à différencier un cas d'obstruction (qui constitue une urgence) d'un cas sans obstruction, moins grave dans l'immédiat : en effet, les symptômes sont très proches dans les deux cas, indépendamment de leurs causes.
Ces maladies affectent entre 0,5% et 1% de la population adulte, les mâles ayant un risque plus élevé d'obstruction à cause de leur urètre long et étroit. Les troubles des voies urinaires sont fréquents et certains chats y sont plus vulnérables que d'autres.
Les maladies du bas appareil urinaire félin ont été appelées syndrome urologique félin, mais cette terminologie est obsolète et ce groupe d'affections a été renommé pour éviter que ces signaux cliniques ne soient assimilés à une seule maladie ayant une origine unique.